# Park Narodowy Boucle du Baoulé
Park Narodowy Boucle du Baoulé (fr. Parc National de la Boucle du Baoulé) – park narodowy w zachodnim Mali o powierzchni 3330 km². Znajduje się na terenie regionów Kayes i Koulikoro w dorzeczu Baoulé, dopływu rzeki Senegal. Obecność wielu stałych cieków wodnych przyczynia się do dużej różnorodności flory i fauny na obszarze parku. Tereny te zamieszkuje jednak niewiele gatunków dużych ssaków afrykańskich. 
Park słynie również z prehistorycznych malowideł naskalnych. W 1982 roku organizacja UNESCO włączyła park do rezerwatu biosfery o tej samej nazwie.